# Аполлодор (художник)
Аполлодор из Афин, известный как Скиограф (греч. Ἀπολλόδωρος ὁ σκιαγράφος, последняя треть V века до н. э.) — древнегреческий художник, мастер греческой монументальной живописи.
О жизни Аполлодора известно мало. Имя его упоминается Плутархом.
По Плинию Старшему, он был великим художником из Афин. Получил прозвище «скиограф», то есть «тенеписец», так как первым начал передавать тени и использовать полутона и стал предтечей иллюзионизма в искусстве.
Первым из художников древности изучил эффект светотени и применил его в своём искусстве. Ввёл в живопись также начала пространств и перспективы. Тем самым Аполлодор явился основоположником собственно живописи (так называемой светотеневой живописи), которая достигла расцвета в IV веке. До Аполлодора Афинского художники Греции изображали форму предметов одними линиями, они не представляли себе, как можно иначе изобразить на плоскости форму предметов. 
Расцвет его художественной деятельности пришёлся на время Малой Пелопоннесской войны около 480 г. до н. э. Его картины были естественными и инновационными. Художнику принадлежат особенно значительные изменения в представлении человеческого тела, которое он приблизил к природе.
Работы Аполлодора до наших дней не сохранились. Известны две его картины: «Молитва жреца» и «Аякс, освещённый молнией» . Ранее они находились в Пергамоне, и ими восхищались во времена Древнего Рима.